# Gastrancistrus albicornis
Gastrancistrus albicornis är en stekelart som först beskrevs av Girault 1913.  Gastrancistrus albicornis ingår i släktet Gastrancistrus och familjen puppglanssteklar. Inga underarter finns listade i Catalogue of Life.